# Tang Wenzong
Tang Wenzong (chinois : 唐文宗 ; pinyin : táng wénzōng, 20 novembre 809 – 10 février 840) est un empereur chinois taoïste de la dynastie Tang. Son nom de naissance est Li Ang (李昂). Il règne de 827 à 840. C'est le second fils de Muzong et le frère de Jingzong et Wuzong.
En 827, les eunuques assassinent l'empereur Jingzong et le remplacent par Wenzong, qu'ils placent sous leur coupe. En 835 il tente de les renverser (l'« Incident de la rosée douce »), mais il échoue,.